# Futebol do México

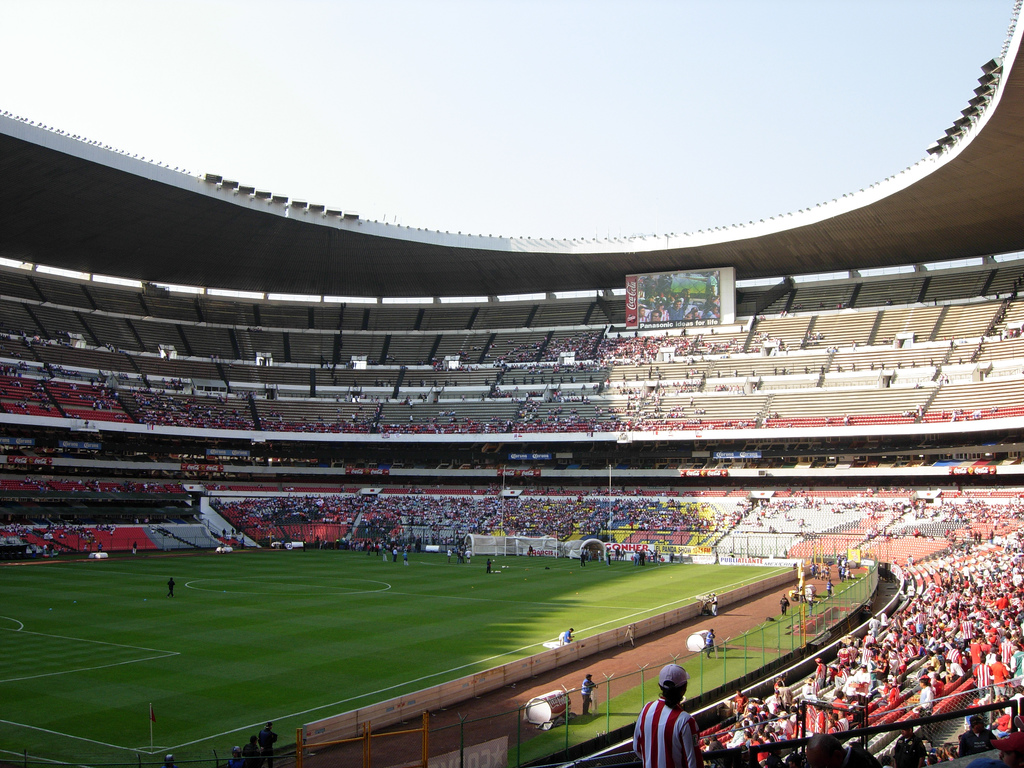
Estádio Azteca.

O futebol no México é tido como o esporte mais popular do país. Acredita-se geralmente que o futebol foi introduzido no México por mineiros da Cornish no final do século XIX. Em 1902 uma equipe de cinco-campeonato ainda surgiu com uma forte influência inglesa. O futebol tornou-se um esporte profissional em 1943. Desde que a "era profissional" do Campeonato Mexicano começou e até 2023, os principais ganhadores foram América com 15 campeonatos, Guadalajara com 12, Toluca com 10 e Cruz Azul com 9, mesmo se levarmos em conta os títulos totais desde a "era amadora", o América com 24 campeonatos e o Guadalajara com 20 continuam sendo os maiores vencedores, seguidos de León com 17 campeonatos, Toluca com 16 e Cruz Azul com 14.
Os clubes mexicanos são os maiores campeões da Copa dos Campeões da CONCACAF, a principal liga de clubes de futebol da América Central e da América do Norte. Cruz Azul, Pachuca, América e Monterrey ocupam a posição dos quatro maiores vencedores até 2025, nessa ordem.
No futebol, muitos jogadores mexicanos foram levantadas para o nível de lenda, mas dois deles receberam o reconhecimento internacional acima os outros. Antonio Carbajal foi o primeiro jogador a aparecer em cinco Copas do Mundo FIFA, e Hugo Sánchez foi eleito o melhor jogador da CONCACAF do século XX pela IFFHS. Os maiores estádios mexicanos são Estádio Azteca, Estádio Olímpico Universitário e Estádio Jalisco.

## História
O futebol tem sido jogado profissionalmente no México desde 1900. O primeiro clube mexicano, Pachuca CF, ainda existe. Desde 1996, o país teve duas temporadas divididas ao invés de um longo período tradicional. Há duas divisões separadas e playoff da liga. Este sistema é comum em toda América Latina. Depois de muitos anos de chamar as temporadas regulares como "Verano" (Verão) e "Invierno" (Inverno), a Primera División de México (México Primeira Divisão do campeonato) mudaram o nome da competição, e optou por um nome tradicional do "Apertura" (abertura) e "Clausura" (fechamento) de eventos. A divisão Apertura começa no meio do verão no México e termina antes do início oficial do inverno. A divisão Clausura começa durante o Ano Novo, e se conclui na primavera.
O futebol mexicano tem quatro divisões, começando com a Primera División de México(Liga MX), Primera División A(Ascenso MX), Segunda División de México, e Tercera División de México. As equipes são promovidos e rebaixados pela Federación Mexicana de Fútbol Asociación. Rebaixamento é uma prática comum no futebol mexicano. Isso inclui com um clube da divisão da liga de topo se movendo para baixo, e um lado da divisão da liga inferior a subir.